# Felt Mountain
Felt Mountain es el álbum debut del dúo británico de música electrónica Goldfrapp, lanzado el 11 de septiembre del año 2000 en Reino Unido, por Mute Records. El álbum experimenta varios sonidos como el pop de los años 60s, folk y música electrónica.
Felt Mountain estuvo como #75 en las listas de Reino Unido y en octubre de 2001 fue certificado como disco de oro. El álbum recibió buenas críticas y lo describieron como un álbum de música elegante y seductora. Felt Mountain fue considerado como uno de los mejores álbumes de 2000.

## Grabación y producción
En agosto de 1999 firmaron un contrato con Mute Records. En septiembre de 1999 comenzaron a grabar su álbum debut, en un bungalow alquilado en el campo de Wiltshire. El proceso de grabación fue difícil para Allison Goldfrapp, porque estaba muy preocupada por la cantidad de insectos y ratones que había en el bungalow. Para Will Gregory también fue algo difícil, ya que no estaba acostumbrado a componer con otras personas. Allison escribió las letras del álbum y ayudó a Will a componer las canciones. Las letras son como cuentos inspirados por películas, también tratan de la infancia de Allison Goldfrapp y la soledad que sintió durante la grabación del álbum.

## Críticas
Felt Mountain recibió comentarios positivos por parte de los críticos de música pop. El revisor de Allmusic Heather Phares, describió al álbum como "una extraña y hermosa
mezcla de romance. misterio, y lo consideró como "uno de los más impresionantes álbumes debut del año 2000". Eric Wittmershaus de la revista Flak Magazine lo consideró como
un encantador y accesible álbum, y dijo que "Human" y "Deer Stop" eran sus canciones preferidas. En una revisión de Pitchfork Media, Matt LeMay describió el álbum como "elegante y agraciado", pero consideró que las canciones no eran muy distintas entre sí. La revisora de Musicomh.com Sacha Esterson comparó al "Felt Mountain" con el álbum "Portishead", y escribió que podía ser un competidor para el "mejor álbum del año". NME llamó al álbum "frío, desolado y anticuado".
La revista Q incluye a "Felt Mountain" en los 50 mejores álbumes del año 2000. Al año siguiente, fue seleccionado para el Mercury Prize, un premio anual de música, para el mejor álbum británico o irlandés del año anterior. En 2006, el álbum fue incluido en el libro de Robert Dimery, "Los 1001 discos que hay que escuchar antes de morir".

## Listas y ventas
Felt Mountain debutó en las listas de Reino Unido en el número 154, y vendió 914 copias en su primera semana. En octubre de 2001, alcanzó el puesto 57, y vendió 177.096 copias, en agosto de 2005. En octubre de 2001, fue certificado como disco de oro. En Francia, el álbum alcanzó el puesto 48, y se mantuvo en las listas durante 11 semanas.
Llegó al top 40 de Alemania y al top 50 de Australia y Austria. En América del Norte, el álbum tuvo escasa promoción, y no apareció en las listas. Sin embargo, en Estados Unidos vendió 52.000 copias, en agosto de 2006.

## Lista de canciones
1. "Lovely Head" – 3:49
2. "Paper Bag" – 4:05
3. "Human" (Goldfrapp, Gregory, Locke, Norfolk) – 4:36
4. "Pilots" – 4:29
5. "Deer Stop" – 4:06
6. "Felt Mountain" – 4:17
7. "Oompa Radar" – 4:42
8. "Utopia" – 4:18
9. "Horse Tears" – 5:10

### Pistas adicionales
Todas las psitas adicionales aparecen en las ediciones especiales de Reino Unido y España.
1. "Pilots (On a Star)" – 3:57
2. "UK Girls (Physical)" (Olivia Newton-John cover) – 4:52
3. "Lovely Head" (Miss World mix) – 3:51
4. "Utopia" (New Ears mix) – 3:10
5. "Human" (Calexico vocal) – 4:50
6. "Human" (Masseys Cro-Magnon mix) – 5:56
7. "Utopia" (Tom Middleton's Cosmos vocal mix) – 8:19